# NGC 5008
NGC 5008 (również IC 4381, PGC 50629, UGC 9073 lub HCG 71A) – galaktyka spiralna z poprzeczką (SBc), znajdująca się w gwiazdozbiorze Wolarza. Odkrył ją Heinrich Louis d’Arrest 18 maja 1862 roku. Jest to galaktyka aktywna. Należy do zwartej grupy galaktyk Hickson 71 (HCG 71).